# Гиспицион
Гиспицио́н (лат. Hispicion; фр. Hispicio; умер в 798) — епископ Каркассона (не позднее 788—798). Первый известный по имени глава Каркассонской епархии после вхождения её территории в состав Франкского государства.

## Биография
Раннесредневековая история Каркассона довольно скудно освещена в современных событиям исторических источниках. В том числе, до сих пор точно не установлена последовательность глав Каркассонской епархии этого времени.
Дата восшествия Гиспициона на кафедру неизвестна. Также неизвестно и имя его непосредственного предшественника: предыдущим епископом Каркассона, упоминаемым в источниках, был святой Стефан, в 683 году присутствовавший на XIII Толедском соборе.
Епископ Гиспицион принял участие в работе церковного собора, состоявшегося 27 июня 788 года в Нарбоне. На этом собрании, созванном по призыву папы римского Адриана I, иерархи Нарбонского и Арльского диоцезов во главе со своими митрополитами Даниэлем и Элифантом осудили адопцианские теории архиепископа Толедо Элипанда и епископа Урхеля Феликса, заставив последнего публично отречься от своих взглядов.
Упоминание имени Гиспициона в актах собора 788 года — единственное свидетельство об этом епископе в современных ему источниках. Позднесредневековые каталоги глав Каркассонской епархии сообщают, что он скончался в 798 году. Долгое время предполагалось, что преемником Гиспициона на местной кафедре был епископ Роже, якобы, утверждённый в этом сане папой римским Львом III в 800 году. Однако впоследствии было установлено, что все документы, в которых упоминается имя Роже, являются подделками. В настоящее время следующим после Гиспициона епископом Каркассона считается Сеньор, засвидетельствованный в одной из хартий 813 года.